# داگمر هاس
داگمر هاس (آلمانی: Dagmar Hase؛ زادهٔ ۲۲ دسامبر ۱۹۶۹) شناگر اهل آلمان است.